# 行政院新聞傳播處
行政院新聞傳播處為中華民國行政院院本部的內部單位，負責行政院的新聞發佈、政策宣傳、形象推廣等公共关系工作，發行中英文版《中華民國年鑑》。

## 歷史
1950年4月24日，行政院成立內部單位「行政院發言人辦公室」。
1954年1月1日，從行政院本部獨立成為行政院新聞局。
2012年5月20日，再改為行政院內部單位，並復設「行政院發言人辦公室」。
2014年7月2日，行政院發言人辦公室改名為「行政院新聞傳播處」，主任改為處長，副主任改為副處長。行政院新聞傳播處為支援行政院發言人的業務部門，處長為行政院發言人的幕僚長、高級助理，副處長為行政院發言人的副幕僚長、副高級助理。

## 歷任發言人
| 任別         | 姓名          | 就職時間       | 卸任時間       | 備註                     |
| 行政院發言人 | 行政院發言人  | 行政院發言人   | 行政院發言人   | 行政院發言人             |
| ------------ | ------------- | -------------- | -------------- | ------------------------ |
| 1            | 胡幼偉        | 2012年5月20日  | 2012年10月7日  |                          |
| 代理         | 黃敏恭        | 2012年10月7日  | 2012年10月22日 | 行政院副秘書長代理       |
| 2            | 鄭麗文        | 2012年10月23日 | 2014年2月16日  | 轉投媒體主持             |
| 3            | 孫立群        | 2014年2月17日  | 2016年5月19日  |                          |
| 4            | 童振源        | 2016年5月20日  | 2016年9月30日  | 轉任國家安全會議諮詢委員 |
| 5            | 徐國勇        | 2016年10月1日  | 2018年7月15日  | 轉任內政部部長           |
| 6            | 谷辣斯·尤達卡 | 2018年7月16日  | 2020年5月19日  | 轉任總統府發言人         |
| 7            | 丁怡銘        | 2020年5月20日  | 2020年11月15日 | 轉任行政院機要顧問       |
| 代理         | 李孟諺        | 2020年11月16日 | 2021年2月17日  | 行政院秘書長代理         |
| 8            | 羅秉成        | 2021年2月18日  | 2023年1月30日  | 行政院政務委員兼任       |
| 9            | 陳宗彥        | 2023年1月31日  | 2023年2月17日  | 歷任任期最短者           |
| 代理         | 羅秉成        | 2023年2月18日  | 2023年5月14日  | 行政院政務委員代理       |
| 10           | 林子倫        | 2023年5月15日  | 2024年5月19日  |                          |
| 11           | 陳世凱        | 2024年5月20日  | 2024年9月1日   | 轉任交通部部長           |
| 代理         | 謝子涵        | 2024年9月2日   | 2024年9月12日  | 行政院副發言人代理       |
| 12           | 李慧芝        | 2024年9月13日  | 現任           |                          |

## 歷任處長（幕僚長）
| 姓名           | 就職時間       | 卸任時間       | 備註                             |
| 新聞傳播處處長 | 新聞傳播處處長 | 新聞傳播處處長 | 新聞傳播處處長                   |
| -------------- | -------------- | -------------- | -------------------------------- |
| 張文蘭         | 2014年7月2日   | 2016年5月19日  | 轉任總統府公共事務室主任兼發言人 |
| 高遵           | 2016年8月17日  | 2020年11月15日 | 轉任總統府公共事務室主任兼發言人 |
| 邱兆平         | 2021年1月18日  | 現任           |                                  |

## 組織
- 本院重要政策、事件與施政措施之國內新聞聯繫、發布，與國際新聞發布之規劃、執行及督導。
- 本院整體文宣與重要政策傳播之規劃及推動。
- 國內輿情之蒐集研析、協調處理與國際輿情因應之協調及督導。
- 本院對所屬機關（構）新聞傳播之統合、協調及督導。
- 院長公務活動之新聞聯繫、發布與影音（像）記錄、編輯、建檔及運用。
- 國際媒體晉訪院長之規劃及執行。
- 院長言論、基本國情、本院重要施政資料彙編、英譯及出版發行。
- 本院重要政策文宣撰編、製作、英譯及出版發行。
- 其他有關新聞傳播事項。

## 外部連結
- 行政院全球資訊網-新聞傳播處簡介 （页面存档备份，存于）